# Onésicrite
Onésicrite (en grec ancien  Ὀνησίκριτος / Onésikritos) est un historien et un philosophe cynique de la fin du IVe siècle av. J.-C., disciple de Diogène de Sinope. Contemporain des conquêtes d'Alexandre le Grand et pilote de la flotte d'Inde avec Néarque, il est l'auteur d'un ouvrage perdu sur l'éducation d'Alexandre, l’Alexandropédie, dans lequel il fait l'éloge d'un roi civilisateur.

## Biographie
Né à Astypalée (et non à Égine), Onésicrite a été l'élève du philosophe Pyrrhon d'Élis. Il est l'un des rares Grecs (non Macédoniens) à avoir obtenu des fonctions honorifiques, avec Eumène de Cardia, Néarque, Médios de Larissa et Laomédon de Mytilène, même s'il ne porte pas le titre de Compagnon (hétaire). À la fois courtisan, navigateur, historien et philosophe, il est déjà assez âgé quand il prend part, d'abord comme interprète, à l'expédition d'Alexandre. Il est surtout connu pour avoir été le premier pilote de la flotte de Néarque chargée d'ouvrir une route maritime entre l'Indus et l'Euphrate en 325 av. J.-C. À Suse, il reçoit d'Alexandre en récompense de ses mérites une couronne d'or, tout comme Héphaistion, Léonnatos ou Néarque. Il a pour fils le philosophe Philiscos d'Égine.

## L’Alexandropédie
Les sept livres de l’Éducation d'Alexandre ont été composés après la mort d'Alexandre et sans doute publiés dans les années 320-310. Onésicrite y raconte les événements des années 334 à 323 ; mais il ne se contente pas d'exposer les exploits du conquérant, il s'intéresse aussi à décrire les mœurs et la géographie des contrées conquises tout en livrant une part de mythe et de merveilleux.
On doit à l'Alexandropédie des témoignages importants, cités par des auteurs plus tardifs, sur le périple en Inde, notamment au sujet des gymnosophistes. Strabon raconte en effet qu'Onésicrite a demandé à un brahmane de lui enseigner sa doctrine ascétique. Il décrit aussi les peuples de Mousicanos et de Cathaïe (Pendjab actuel) dont les coutumes sont eugénistes.
Onésicrite est par l'intermédiaire de Clitarque à l'origine du mythe de la rencontre entre Alexandre et la reine des Amazones. Clitarque aurait en effet consulté l’Alexandropédie dans la dernière phase de la rédaction de son Histoire d’Alexandre, confortant une version mythique et panégyrique de la conquête. Strabon voit en lui « le fantaisiste en chef d’Alexandre ». Diogène Laërce le compare à Xénophon, tout en le jugeant inférieur. Pour autant la part historique de l'Alexandropédie ne saurait être dévaluée.

## Sources antiques
- Diogène Laërce, Vies, doctrines et sentences des philosophes illustres [détail des éditions] (lire en ligne)